# Monorriel de Palm Jumeirah

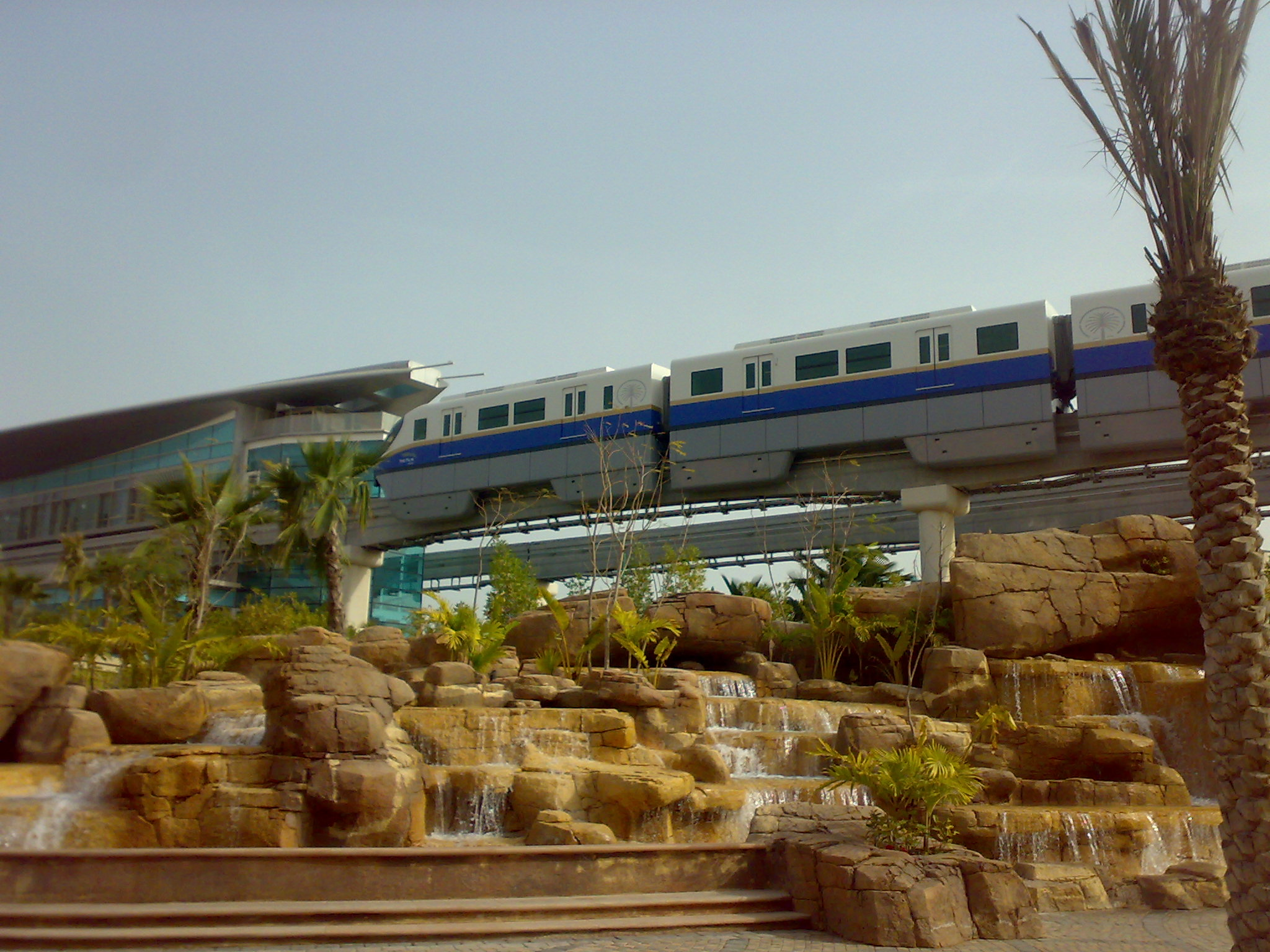
Monorriel de Palm Jumeirah en febrero de 2009.

El Monorrail de Palm Jumeirah (en inglés: Palm Jumeirah Monorail) es una línea de monorrail de la isla artificial de Palm Jumeirah en el emirato de Dubái, Emiratos Árabes Unidos. El monorrail  conecta la Palm Jumeirah con el continente, existiendo un proyecto para una nueva extensión que lo conecte a la línea roja del Metro de Dubái. La línea se inauguró el 30 de abril de 2009. Se trata del Primer ferrocarril en la historia de toda la Arabia Oriental y el primer monorrail en el Oriente Medio.

## Historia
La construcción de la línea de monorriel de 5,45 km comenzó en marzo de 2006, bajo la supervisión de la empresa Marubeni Corporation, con la pista de monorriel terminada en julio de 2008 y los vehículos a partir de noviembre de 2008. Inicialmente previsto para abrir en diciembre de 2008, la apertura se retrasó al 30 de abril de 2009. 
El presupuesto del proyecto es de 400 millones de dólares estadounidenses con un adicional de 190 millones destinados a los 2 km de extensión hasta el Metro de Dubái. Otra fuente dice que tiene un presupuesto de 1100 millones de dólares USD. Un viaje en el monorriel cuesta 15 dhs en un solo sentido, y 25 si es ida y vuelta. 

## Tecnología
El monorriel de Palm Jumeirah utiliza tecnología de Hitachi tipo straddle. La línea tiene una capacidad de 40.000 pasajeros por día, con trenes que circulan con una frecuencia de tres minutos durante las horas punta y cada 15 a 20 minutos durante el resto de las horas. Sin embargo, el número de pasajeros real promedió alrededor de 600 pasajeros por día durante la primera semana, y el monorriel circula "virtualmente vacío". En julio de 2014, la frecuencia fue reducida a 23 minutos, operando con solo uno de los dos trenes.

## Estaciones
En mayo de 2009 solo las estaciones Atlantis Aquaventure y Gateway estaban abiertas. 
- Atlantis Aquaventure - Atlantis, El Palm
- Trump Tower (todavía no abierto) - Trump International Hotel y Torre (Dubái)
- Palm Mall (aún no abierta) - antiguo Trump Plaza
- Gateway
- Tecom Station (prevista) - para el intercambio de pasajeros con el Metro de Dubái